# Piace: Watashi no Italian
Piace: Watashi no Italian (ピアシェ~私のイタリアン~?), es un manga web realizado por Atsuko Watanabe. Ha sido adaptado a una serie de anime dirigida por Hiroaki Sakurai.

## Argumento
Morina Nanase es una estudiante de secundaria que comienza a trabajar en el restaurante italiano Trattoria Festa. En él conocerá extraños personajes que le enseñaran el mundo de la cocina, lo que la ayudará a madurar como persona.

## Personajes
Morina Nanase (七瀬 萌里菜 Nanase Morina?)
Voz por: Sayaka Senbongi
La protagonista de la serie es una niña soñadora y dulce, comienza a trabajar en el "Trattoria" al ver un anuncio donde se solicitaba personal, con un inicio lleno de clichés ira avanzando en conocimientos sobre la gastronomía y cocina italiana. 
Maro Kitahara (北原 マロ Kitahara Maro?)
Voz por: Yūki Yonai
Hijo del propietario de "Trattoria" es un niño muy habilidoso en cuanto a Cocina, su personalidad es agradable aunque algo impulsivo; su interacción con Morina-chan se irá desarrollando con el pasar de los capítulos de forma ligera.
Kirihide Konno (近野 桐秀 Konno Kirihide?)
Voz por: Yōhei Azagami
El chef encargado de los platos fuertes en el "Trattoria" (ikemen) con una energía notoria al hablar de alimentos y productos.
Rurika Fujiki (藤木 瑠梨 Fujiki Ruri?)
Voz por: Yōko Hikasa
Ei Oreki (折木 衛 Oreki Ei?)
Voz por: Taku Yashiro
Sara Teiri (帝莉 沙羅 Teiri Sara?)
Voz por: Hiromi Igarashi
Rii Kagetsu (花月 李依 Kagetsu Rii?)
Voz por: Aika Kobayashi
Niza Teiri (帝莉 煮座 Teiri Niza?)
Voz por: Ikkyu Juku

## Media

### Manga
Está siendo publicado en la revista en línea Comico, que pertenece a la editorial Taibundo.

### Anime
Una serie de anime ha sido adaptada por el estudio Zero-G, y constó de 12 episodios. Cada episodio tiene una duración aproximada de 4 minutos.

#### Banda sonora
- Ending: Honjitsu no Tobikiri Buono! (本日のとびきりBuono(ボーノ)！) por Sayaka Senbongi, Yūki Yonai, Hiromi Igarashi, Yōhei Azakami, Yōko Hikasa y Taku Yashiro.